# Nana (romance)
Nana (em português: Naná) é um romance escrito pelo autor do naturalismo francês, Émile Zola.  Finalizado em 1880, Nana é o nono volume da série composta de 20 volumes chamada de "Os Rougon-Macquart" (Les Rougon-Macquart), cujo objetivo era descrever a "História Natural e Social de uma Família sob o Segundo Império", que é o subtítulo da série.
Nana, a protagonista titulo, pode ser considerada uma das primeiras anti-heroínas, melhor denominado de vilãs. 

## Enredo
Nana é uma das obras mais conhecidas do célebre romancista francês Émile Zola. A personagem central, que dá nome ao romance, chama-se precisamente Nana. Filha de pai alcoólico e de uma lavadeira, Nana, medíocre artista de teatro, mas com um corpo de Vénus e uma sexualidade desequilibrada e vulcânica, torna-se no tipo perfeito da prostituta de luxo, da cortesã da sociedade francesa dos tempos do Segundo Império. Personalidade contraditória, atinge a riqueza à custa do comércio carnal, sobretudo na alta-roda da aristocracia e da finança, e reina, no seu palacete da Avenida de Villiers, entre móveis de laca branca e no meio de um «perfume perturbante», como a força voluptuosa e brutal, sem inteligência e sem amor (embora não totalmente deserta de sentimentos humanos), que irresistivelmente atraí, corrompe e arruína, até morrer, como um destroço, numa decomposição antecipada. Zola supera, no entanto, o âmbito da história individual, para nos apresentar, num quadro profundamente realista, a corrupção dourada das classes francesas mais elevadas da época de Napoleão III.